# Rudník (Trenčín)
Rudník (in ungherese Rudník) è un comune della Slovacchia facente parte del distretto di Myjava, nella regione di Trenčín.